# ديميتروفغراد
ديميتروفغراد (بالروسية: Димитровград) هي إحدى مدن روسيا في الكيان الفدرالي الروسي أوليانوفسك أوبلاست.

## أعلام
- إيفان ألكسندروفيتش كوزنيتسوف
- سيرجي كازاكوف